# Aeropuerto de Choluteca
El Aeropuerto de Choluteca (OACI: MHNC) es un aeropuerto que sirve a la ciudad de Choluteca en Honduras. El código aeroportuario de la OACI es MHCH.

## Instalaciones

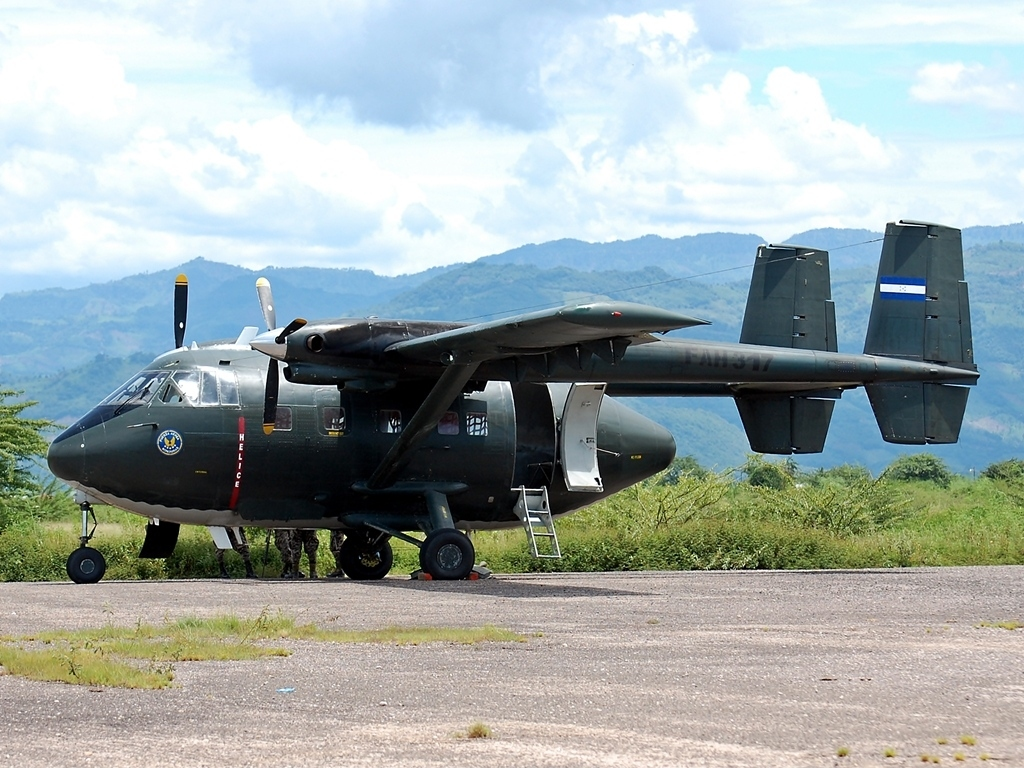
Avión IAI Arava 201 de la Fuerza Aérea Hondureña en el aeropuerto de Choluteca.

El aeropuerto está en el lado oriental de la ciudad de Choluteca. Su pista de aterrizaje es de 1.110 metros de longitud. Al lado noreste de la pista de aterrizaje hay una sección de pista adicional de unos 175 metros pavimentados que no está incluida en la cifra oficial de 1.110 metros de longitud.
El VOR-DME de Toncontín (Ident: TNT) está localizado a 79,3 kilómetros al norte del aeropuerto.